# Mašek
Mašek je priimek več znanih Slovencev:
- Gašpar Mašek (1794—1873), češko-slovenski skladatelj
- Kamilo Mašek (1831—1859), skladatelj